# ロスアード
ロスアード（Rossard、1980年 - 2005年）は北欧の平地競馬において史上最強とも言われるスウェーデンの競走馬。1983年に北欧クラシック六冠、さらに翌1984年にアメリカ合衆国でもG1を勝つなど活躍した。1983年のスウェーデン年度代表馬および最優秀3歳牝馬、デンマーク最優秀3歳馬。
おもな勝ち鞍にデンマーク牝馬三冠（1000ギニー、オークス、セントレジャー）+ダービーの四冠、およびスウェーデンダービー、スウェーデンオークス、そしてアメリカ移籍後のフラワーボウル招待ハンデキャップ (G1) などがある。スウェーデンセントレジャーにも出走しており、クラシックだけで七冠制覇の可能性もあった。
引退後はそのままアメリカで繁殖牝馬となり、アンユーズアルヒート (Unusual Heat)（種牡馬、アルバートドックの母の父） をはじめこれまでのところ7頭の産駒が勝ち上がっている。その後はケンタッキー州パリスにあるスティーヴ&シンディー・ステュワート夫妻のハンタートンファームで余生を送っていたが、2005年に老衰のため死亡した。

## 国別競走成績
- スウェーデン（11戦7勝）2, 3歳時
  - スウェーデンダービー
  - スウェーデンオークス
- デンマーク（4戦4勝）3歳時
  - デンマークダービー
  - デンマークオークス
  - デンマーク1000ギニー
  - デンマークセントレジャー
- アメリカ合衆国（9戦3勝）4歳時
  - フラワーボウル招待ハンデキャップ (G1)

## 血統表
| ロスアードの血統 ファリス系 / Asterus 4×5=9.38%、His Grace（Blenheim） 4×5＝9.38％ | ロスアードの血統 ファリス系 / Asterus 4×5=9.38%、His Grace（Blenheim） 4×5＝9.38％ | ロスアードの血統 ファリス系 / Asterus 4×5=9.38%、His Grace（Blenheim） 4×5＝9.38％ | （血統表の出典）    | （血統表の出典） |
| 父 Glacial 鹿毛 1966年 デンマーク                                                  | 父の父Pardal 鹿毛 1947年 フランス                                                  | Pharis                                                                             | Pharos              | Pharos           |
| 父 Glacial 鹿毛 1966年 デンマーク                                                  | 父の父Pardal 鹿毛 1947年 フランス                                                  | Pharis                                                                             | Carissima           |                  |
| 父 Glacial 鹿毛 1966年 デンマーク                                                  | 父の父Pardal 鹿毛 1947年 フランス                                                  | Adargatis                                                                          | Asterus             | Asterus          |
| 父 Glacial 鹿毛 1966年 デンマーク                                                  | 父の父Pardal 鹿毛 1947年 フランス                                                  | Adargatis                                                                          | Helene de Troie     |                  |
| 父 Glacial 鹿毛 1966年 デンマーク                                                  | 父の母Glacis 鹿毛 1958年 デンマーク                                                | Epigram                                                                            | Son-in-Law          | Son-in-Law       |
| 父 Glacial 鹿毛 1966年 デンマーク                                                  | 父の母Glacis 鹿毛 1958年 デンマーク                                                | Epigram                                                                            | Flying Sally        |                  |
| 父 Glacial 鹿毛 1966年 デンマーク                                                  | 父の母Glacis 鹿毛 1958年 デンマーク                                                | Glamour                                                                            | His Grace           | His Grace        |
| 父 Glacial 鹿毛 1966年 デンマーク                                                  | 父の母Glacis 鹿毛 1958年 デンマーク                                                | Glamour                                                                            | Candidum            |                  |
| 母 Peas-Blossom 鹿毛 1968年 イギリス                                               | 母の父Midsummer Night 栗毛 1957年 アメリカ                                         | Djeddah                                                                            | Djebel              | Djebel           |
| 母 Peas-Blossom 鹿毛 1968年 イギリス                                               | 母の父Midsummer Night 栗毛 1957年 アメリカ                                         | Djeddah                                                                            | Djezima             |                  |
| 母 Peas-Blossom 鹿毛 1968年 イギリス                                               | 母の父Midsummer Night 栗毛 1957年 アメリカ                                         | Night Sound                                                                        | Mahmoud             | Mahmoud          |
| 母 Peas-Blossom 鹿毛 1968年 イギリス                                               | 母の父Midsummer Night 栗毛 1957年 アメリカ                                         | Night Sound                                                                        | Gala Flight         |                  |
| 母 Peas-Blossom 鹿毛 1968年 イギリス                                               | 母の母Fan Light 青鹿毛 1956年 イギリス                                             | Wilwyn                                                                             | Pink Flower         | Pink Flower      |
| 母 Peas-Blossom 鹿毛 1968年 イギリス                                               | 母の母Fan Light 青鹿毛 1956年 イギリス                                             | Wilwyn                                                                             | Saracen             |                  |
| 母 Peas-Blossom 鹿毛 1968年 イギリス                                               | 母の母Fan Light 青鹿毛 1956年 イギリス                                             | Light of Day                                                                       | Hyperion            | Hyperion         |
| 母 Peas-Blossom 鹿毛 1968年 イギリス                                               | 母の母Fan Light 青鹿毛 1956年 イギリス                                             | Light of Day                                                                       | Leger Day F No.22-a |                  |